# Cerkiew Świętej Trójcy w Buenos Aires
Cerkiew Trójcy Świętej – prawosławna cerkiew w Buenos Aires, przy alei Brasil. Pozostaje formalnie w jurysdykcji eparchii południowoamerykańskiej Rosyjskiego Kościoła Prawosławnego poza granicami Rosji. De facto cerkiew i działająca przy niej parafia są kontrolowane przez zwierzchników tej struktury, którzy nie uznali aktu ich zjednoczenia z Rosyjskim Kościołem Prawosławnym. 

## Historia

### Pierwsza cerkiew
Pierwsza cerkiew prawosławna w stolicy Argentyny powstała w 1888 po tym, gdy emigranci z Europy Wschodniej będący wyznania prawosławnego zwrócili się do cara Aleksandra III z prośbą o pomoc w organizacji dla nich parafii. Ich prośbę wsparł ambasador rosyjski w Brazylii Aleksander Jonin oraz Konstantin Pobiedonoscew – oberprokurator Świętego Synodu Cerkwi rosyjskiej. Domowa cerkiew, która mieściła się początkowo przy ulicy Talcahuano, a następnie przy ulicy Defensa, była pierwszą świątynią prawosławną w Ameryce Południowej.

### Obecna cerkiew
Wobec szybkiego wzrostu liczby emigrantów z Rosji żyjących na stałe w Buenos Aires, w 1891 proboszcz parafii Świętej Trójcy Konstantin Izrazcow postanowił podjąć działania na rzecz wzniesienia wolnostojącej cerkwi. Trzy lata później parafia pozyskała na ten cel działkę budowlaną. Planowane prace zostały wsparte przez carską rodzinę: Mikołaj II osobiście przekazał 500 rubli, wśród innych ofiarodawców była jego matka Maria Fiodorowna oraz późniejszy święty prawosławny Jan Kronsztadzki. 
W 1898 został położony kamień węgielny pod przyszłą świątynię. W uroczystości wzięli udział przedstawiciele dyplomacji rosyjskiej oraz argentyńskiej. Projekt budynku wykonał architekt Alejandro Christophersen. W 1901, w obecności prezydenta Argentyny gotowa cerkiew została poświęcona. W kolejnych latach parafia Świętej Trójcy rozwijała działalność kulturalną i charytatywną, organizując przy świątyni czytelnię, chór i punkt wsparcia dla ubogich. Początkowo wśród parafian byli nie tylko Rosjanie, ale i Grecy; w latach 20. XX wieku wznieśli oni jednak własną cerkiew podległą patriarsze Konstantynopola. 
Po rewolucji październikowej parafianie opowiedzieli się za przejściem cerkwi pod jurysdykcję Rosyjskiego Kościoła Prawosławnego poza granicami Rosji. Po podpisaniu przez jej metropolitę Ławra aktu kanonicznego zjednoczenia z patriarchatem moskiewskim parafia została opanowana przez osoby, które nie uznały go i do dziś utożsamia się nie z kanoniczną eparchią południowoamerykańską Rosyjskiego Kościoła Prawosławnego poza granicami Rosji, ale z Tymczasowym Wyższym Zarządem Rosyjskiego Kościoła Prawosławnego poza granicami Rosji. W 2009 rząd argentyński potwierdził swoje poparcie dla przedstawicieli Rosyjskiego Kościoła Prawosławnego poza granicami Rosji, pragnących przywrócić w cerkwi zarząd kapłanów powiązanych z kanoniczną strukturą.

## Architektura
Cerkiew naśladuje siedemnastowieczne rosyjskie budownictwo sakralne. Znajduje się na drugim piętrze budynku mieszczącego na niższej kondygnacji szkołę parafialną. Z zewnątrz obiekt malowany jest na jasnobrązowo, centrum jego fasady stanowią trzy prostokątne okna wypełnione witrażami, z ozdobnym obramowaniem nawiązującym do sztuki orientalnej. Wejście do budynku prowadzi przez drzwi z portalem. Okna niższej kondygnacji cerkwi są półkoliste i również wypełniają je witraże. Fasadę wieńczy ośli grzbiet z umieszczoną poniżej mozaiką. Cerkiew posiada trzy kopuły malowane na niebiesko, z motywem gwiazd i prawosławnymi krzyżami. 
We wnętrzu cerkwi znajdują się trzy ołtarze – główny Świętej Trójcy oraz boczne św. Mikołaja oraz św. Marii Magdaleny. Ikony znajdujące się w świątyni wykonali W. Bieliajew, W. Pawłow, A. Koszelew, W. Otmar, G. Nesterow, I. Sadikow oraz A. Riabuszkin. Freski na wewnętrznych ścianach cerkwi namalował z kolei Włoch Matteo Caselli. 
W 1951 we wnętrzu cerkwi umieszczona została tablica pamiątkowa przekazana przez inne parafie rosyjskie z Rosji, Syrii, Libanu, Jugosławii, Grecji, Bułgarii, Czechosłowacji i Rumunii, zaś w 1967 tablica ku czci Mikołaja II. W cerkwi został pochowany jej wieloletni proboszcz i inicjator budowy Konstantin Izrazcow z żoną.

## Galeria

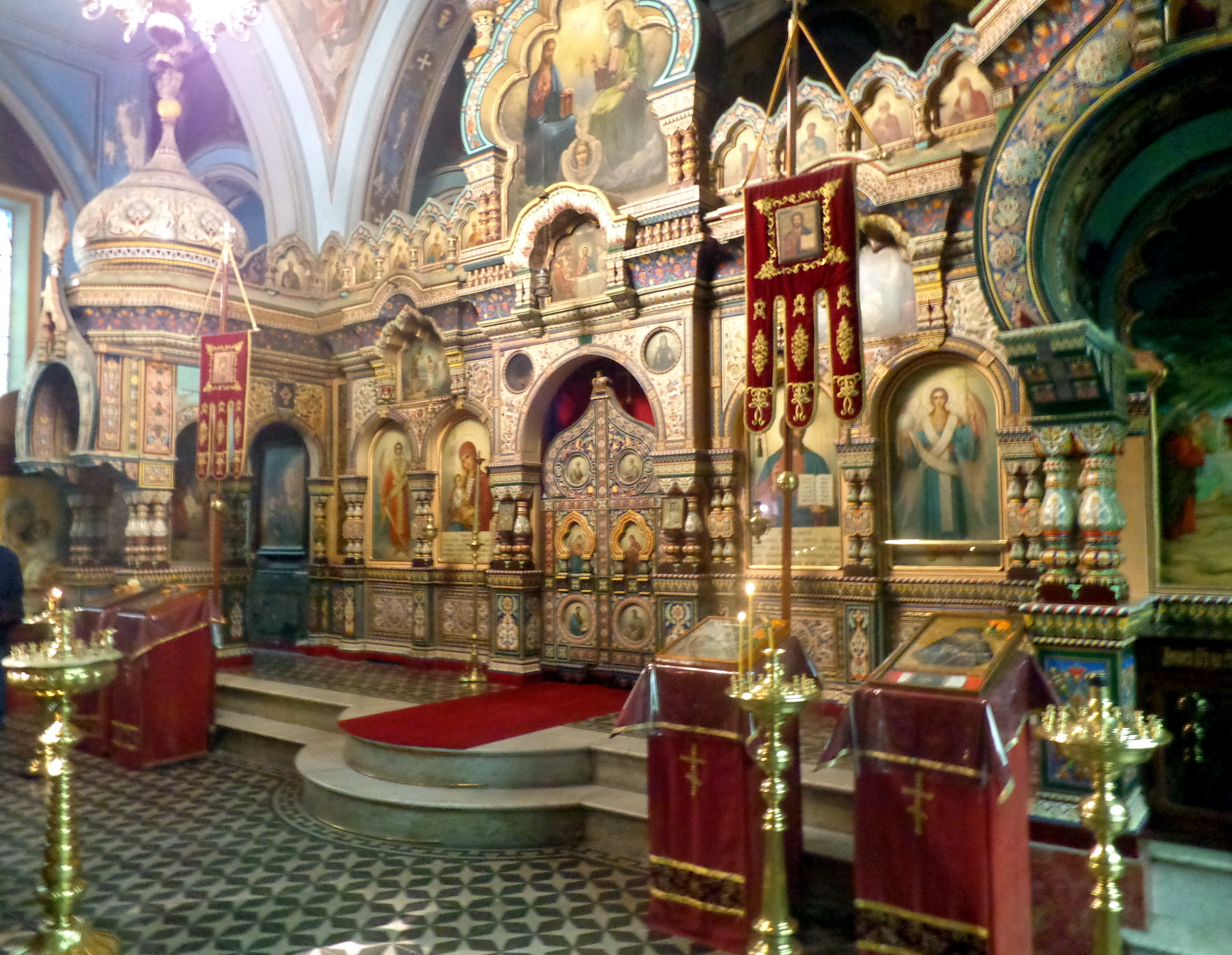
Ikonostas
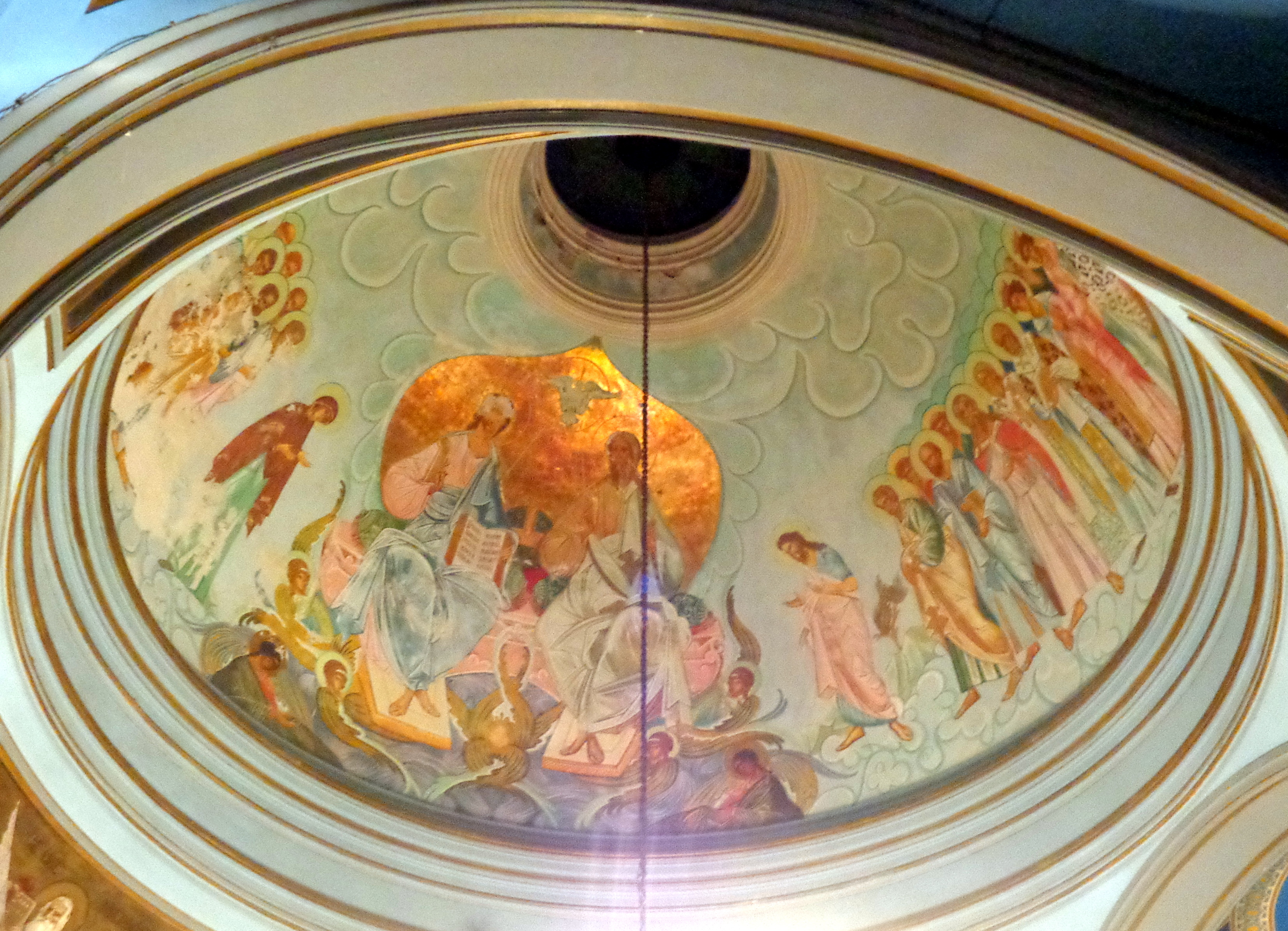
Wnętrze kopuły
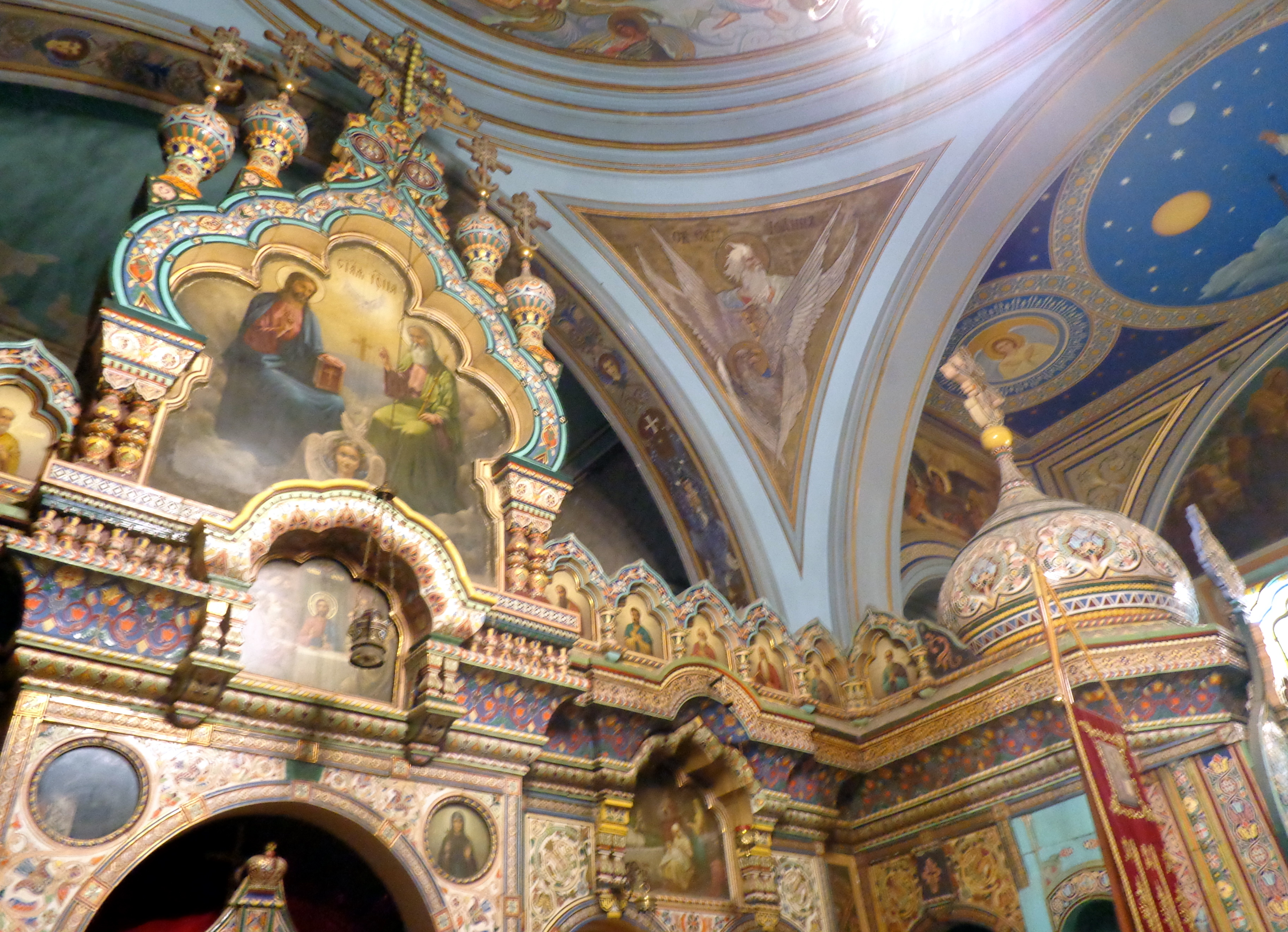
Górna część ikonostasu
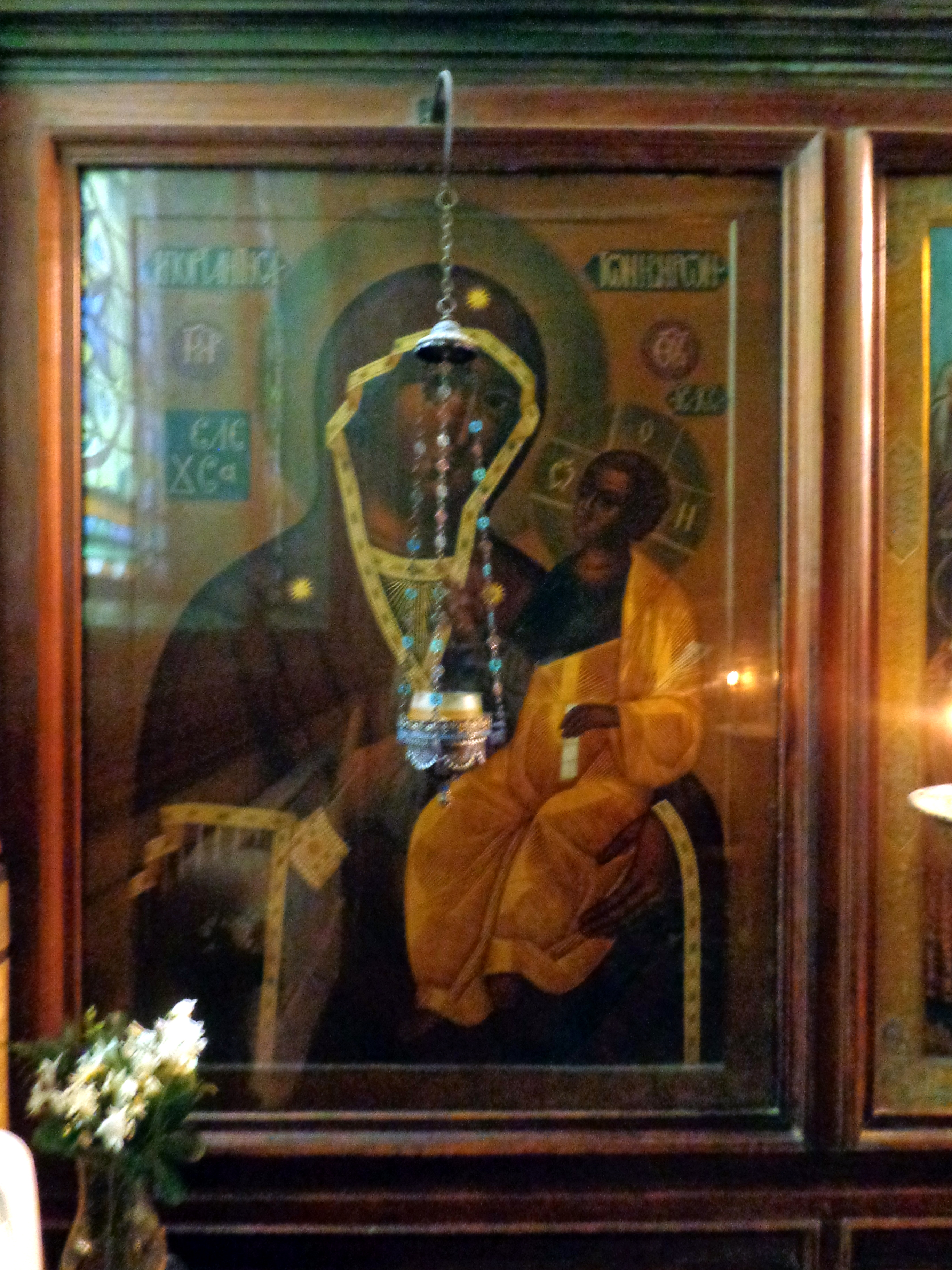
Ikona Matki Bożej
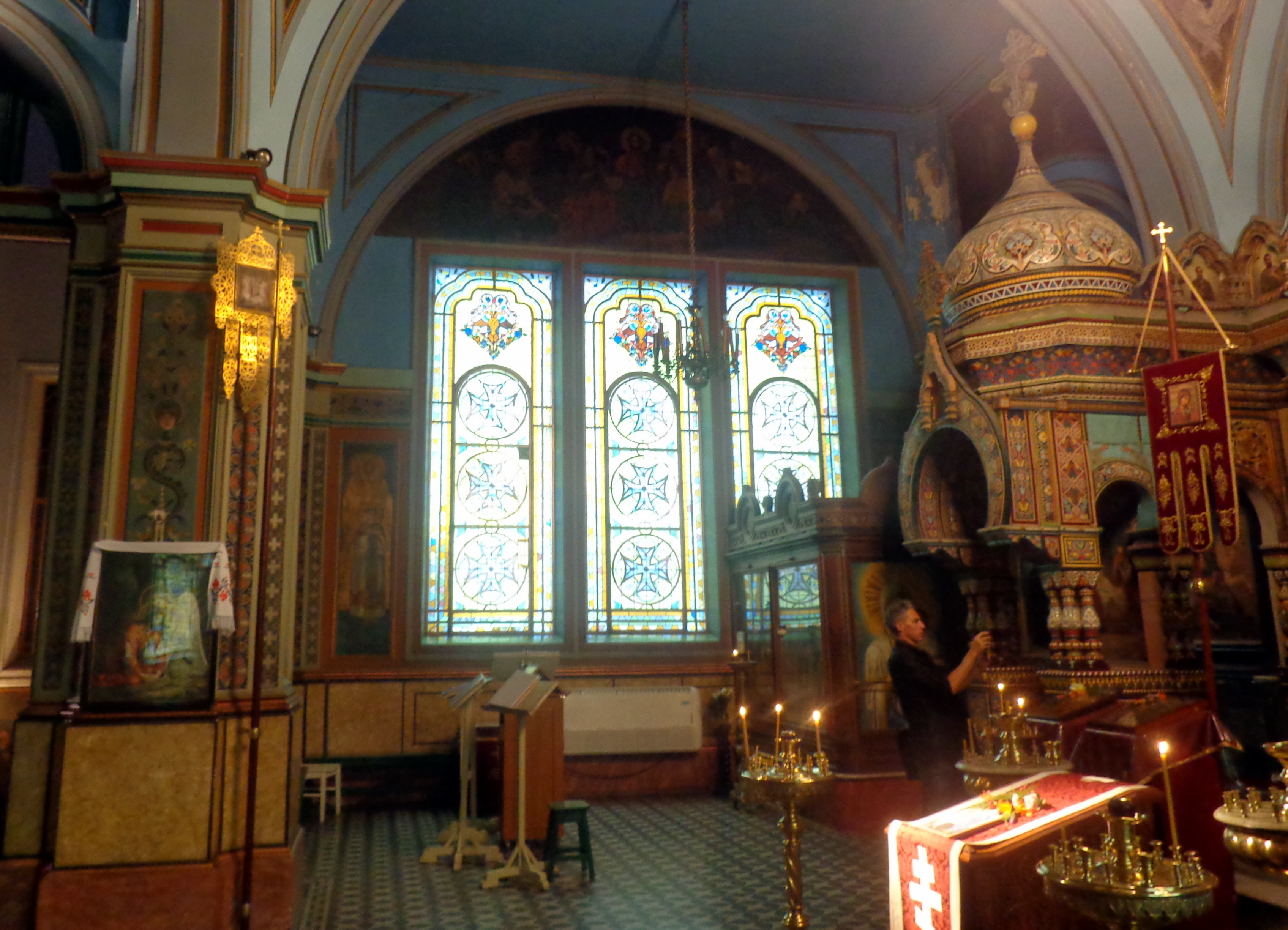
Nawa boczna